# Klassensteuer
Die Klassensteuer (auch Rangsteuer) war eine in Preußen übliche Art der Einkommensteuer. Sie wurde 1820 eingeführt und gilt als Vorläufer der heutigen Einkommensteuer.
Sie teilte die Steuerpflichtigen nach äußeren Merkmalen, von denen sich auf die individuelle Leistungsfähigkeit schließen ließ, in fünf Klassen ein, die gestaffelte Sätze zu entrichten hatten. Indem die Leistungsfähigkeit anhand äußerer Merkmale geschätzt wurde, sollte eine genaue Erhebung der Einkommens- und Vermögensverhältnisse und das damit verbundene Eindringen in die Privatsphäre der Steuerpflichtigen vermieden werden. Die Obrigkeit ging – irrtümlich – davon aus, dass den Steuerpflichtigen ihr Ansehen so wichtig sein würde, dass sie eine Einstufung in eine zu niedrige Steuerklasse vermeiden würden. Erhoben wurde die neue Steuer nur auf dem flachen Land, während in größeren Städten eine Mahl- und Schlachtsteuer erhoben wurde.
Die vorgesehenen Steuerklassen:
1. „vorzüglich“ wohlhabende und reichen Bürger
2. wohlhabender Bürger- und Bauernstand
3. gemäßigt wohlhabender Bürger- und Bauernstand
4. geringe Bürger- und Bauernstand
5. Lohnarbeiter, Gesinde und Tagelöhner

Mit Ausnahme der niedrigsten Steuerstufe, wurde die Steuer als Haushaltssteuer abgeführt. Die Steuersätze betrugen jährlich in der ersten 48 Taler, in der zweiten 24, in der dritten 12, in der vierten 4 Taler und in der fünften Stufe maximal 1½ Taler. Standesherren und adelige Gutsbesitzer mussten die Steuer nicht entrichten. „Die unzulängliche Berücksichtigung der steuerlichen Leistungsfähigkeit, welche sich in dem Mangel ausreichender Abstufungen der Klassen, besonders aber in der Beschränkung des höchsten Steuersatzes auf 48 Thaler zeigte,“ machte bereits 1821 eine Revision der ursprünglichen Sätze notwendig.
In der Praxis erwies es sich auch als schwierig, zwischen den Territorien mit Klassensteuer und denen mit Mahl- und Schlachtsteuer zu unterscheiden. Schließlich wurde im Umfeld größerer Städte sowohl die Mahl- und Schlachtsteuer als auch die Klassensteuer erhoben.
Das 1849 in Preußen eingeführte Dreiklassenwahlrecht knüpfte unter anderem an die Klassensteuer an: Nach ihrem Anteil am Gesamtaufkommen aus Klassen-, Grund- und Gewerbesteuer ihrer Gemeinde bzw. ihres Wahlbezirks wurden die Wahlberechtigten in drei Klassen eingeteilt, die je ein bis zwei Wahlmänner wählten. Landräte, die für die Steuerschätzung zuständig waren, konnten mit ihrer Schätzung Einfluss auf die Wahlen nehmen.
Während der Revolution von 1848/49 wurde der Ersatz der Klassensteuer, die als ungerecht galt, durch eine Einkommensteuer gefordert. 1851 wurde sie daraufhin aufgespalten: „Die alte Steuer traf nur noch Einkommen bis 1000 Taler, alle höheren unterlagen im ganzen Land […] einer klassifizierten Einkommensteuer.“ Im Jahr 1873 wurden die Mahl- und Schlachtsteuern abgeschafft, die Klassensteuer galt von da an auch für die städtische Bevölkerung.